# Sebana

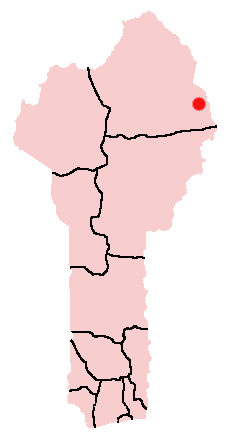
Localiazação de Sebana

Sebana (em francês: Ségbana) é uma cidade do Benim localizada no departamento de Alibori. Tem uma população de 89 081 habitantes (Censos de 2013).